# Hakea collina
Hakea collina är en tvåhjärtbladig växtart som beskrevs av Cyril Tenison White. Hakea collina ingår i släktet Hakea och familjen Proteaceae. Inga underarter finns listade i Catalogue of Life.